# Данробин (Онтарио)
Данробин — муниципалитет в округе Уэст-Карлтон-Марч города Оттава, Онтарио, Канада. Расположен примерно в 35 километрах к северо-западу от центра Оттавы. Данробин находится долине между рекой Оттава и возвышенностью Карп, по 45,18° широты и 75,55° долготы, на бывшей границе между муниципалитетами Уэст-Карлтон-Тауншип и Каната (ранее округ Марч). Данробин был включён в состав города Оттава в 2000 году и с тех пор неуклонно растёт. По состоянию на 2018 год насчитывал около 1000 человек.
Получил название от замка Данробин рядом с городом Инвернесс, Шотландия.
21 сентября 2018 года торнадо нанёс серьёзный ущерб муниципалитету, повредив 60 зданий и серьезно ранив трех человек.